# Дивандере
Дивандере́ (перс. دیواندره‎, курд. Dîwandere) — город на западе Ирана, в провинции  Курдистан. Административный центр шахрестана Дивандере. По данным переписи, на 2006 год население составляло 22 842 человека; в национальном составе преобладают курды. Развился из деревни в последнее десятилетие.

## География
Город находится в северной части Курдистана, в горной местности, на высоте 1810 метров над уровнем моря.
Дивандере расположен на расстоянии приблизительно 65 километров к северу от Сенендеджа, административного центра провинции и на расстоянии 380 километров к западу от Тегерана, столицы страны.

## Достопримечательности
В 20 километрах севернее дороги, соединяющей города Дивандере и Секкез расположена пещера Карафту, в которой некогда находился храм, посвящённый Гераклу.